# Corps (Isère)
Corps település Franciaországban, Isère megyében. Lakosainak száma 424 fő (2022. január 1.). Corps Aspres-lès-Corps, La Salette-Fallavaux, Ambel, Beaufin, Les Côtes-de-Corps, Pellafol és Quet-en-Beaumont községekkel határos.

## Népesség
A település népességének változása:
| Lakosok száma | 556  | 505  | 512  | 451  | 504  | 478  | 486  | 450  | 431  | 424  |
|               | 1968 | 1982 | 1990 | 2006 | 2013 | 2015 | 2017 | 2019 | 2020 | 2022 |

## Testvérvárosok
- Plouëc-du-Trieux, Franciaország